# Акантокалициум колючецветковый
Акантокалициум колючецветковый (лат. Acanthocalycium spiniflorum) — вид кактусов из рода Акантокалициум.

## Описание
Стебель тёмно-зелёный, цилиндрический, 40—60 см высотой и 15—20 см в диаметре. Рёбра (18—23) высокие и острые, с близко расположенными ареолами. Радиальные колючки (14—20) красно-жёлтые или коричневатые, жёсткие, шиловидные. Центральные колючки слабо выражены.
Цветки розовые, воронковидные, 4 см длиной и в диаметр. Цветочная трубка толстая, с жёлтыми чешуйками и щетинками.

## Распространение
Встречается в аргентинской провинции Кордова.

## Синонимы
- Echinocactus spiniflorum K.Shumm. (1903)
- Echinopsis spiniflora (K.Shumm.) A.Berger (1929)
- Echinopsis violacea Werdermann (1931)
- Acanthocalycium violaceum (Werdermann) Backeb. (1935)